# Tikiboot

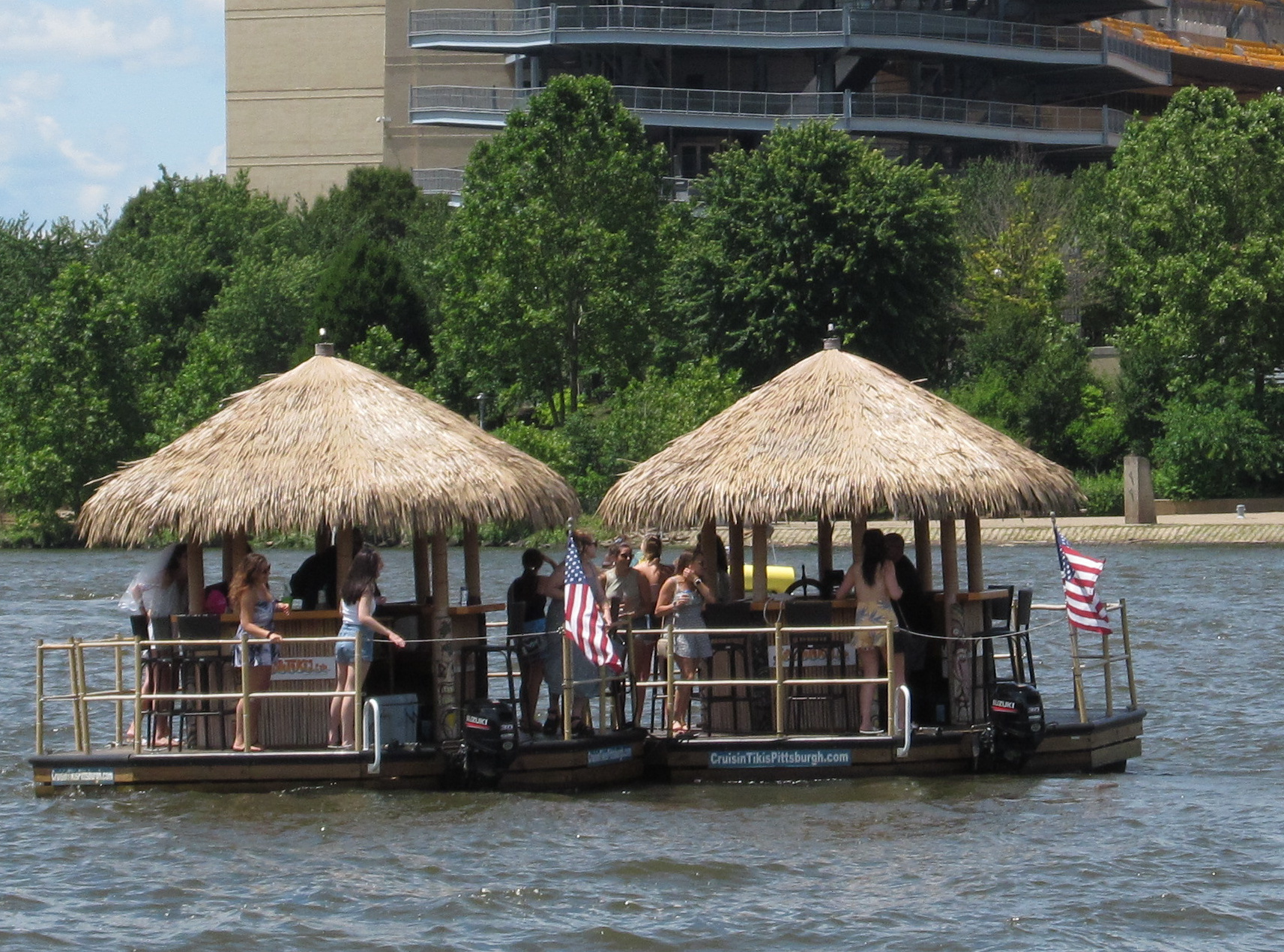
Tikiboot

Een tikiboot is een drijvend vlot dat is uitgerust met een tikibar.

## Ontstaan
De oorsprong van de tikiboot kan worden getraceerd naar de opkomst van de tikicultuur in de Verenigde Staten in de jaren 1930 en 1940, toen tikibars, geïnspireerd door Polynesische en Hawaiiaanse motieven, populair werden. Het idee om deze tropische sfeer naar het water te brengen, leidde tot de ontwikkeling van de tikiboot.

## Constructie
Een typische tikiboot is vaak gebouwd op een stevig vlot, meestal van hout of ander drijvend materiaal, en voorzien van een centrale tikibar. De bar is gedecoreerd met tikibeelden, exotische verlichting en andere elementen die de tropische sfeer versterken. Sommige tikiboten zijn zelfs uitgerust met kunstmatige palmbomen, kleurrijke luifels en geluidsinstallaties om de ervaring compleet te maken.
Om de mobiliteit op het water te behouden, worden tikiboten vaak uitgerust met een motor of roeisysteem, afhankelijk van de grootte en het ontwerp. Hierdoor kunnen ze varen op meren, rivieren en andere waterwegen.